# Генрих VI, часть 1 (фильм)
«Генрих VI, часть 1» (англ. Henry VI, Part 1) — телевизионный фильм 2016 года, часть цикла «Пустая корона», историческая драма британского режиссёра Доминика Кука. Экранизация исторических хроник Уильяма Шекспира «Генрих VI, часть 1» и «Генрих VI, часть 2» (до третьей сцены третьего акта), в которых фрагментарно изображены события истории Англии и Франции времен Столетней войны и Войны роз. Главную роль в фильме сыграл Том Старридж.

## Сюжет
Литературной основой фильма стали исторические хроники Шекспира, в которых фрагментарно изображены события тридцати лет истории Англии и Франции (от похорон Генриха V в 1422 году до сражения при Кастийоне в 1453 году). Главная тема — неудачный для Англии финал Столетней войны. Реальные в основе своей события переданы Шекспиром, а следом за ними и авторами фильма, с многочисленными ошибками, анахронизмами и сознательным отступлением от исторической истины ради прославления воинской доблести англичан.
В фильме, как и в пьесе, фигурирует Эдмунд Мортимер, граф Марч. Следуя за Холиншедом, Шекспир в этом образе объединил двух лиц: Эдмунда Мортимера, 5-го графа Марча, и его дядю сэра Эдмунда Мортимера, зятя Оуайна Глиндура. Ни один из этих Эдмундов Мортимеров не умер дряхлым стариком в Тауэре, как это изображено у Шекспира и показано в фильме.

## В ролях
- Том Старридж — Генрих VI Ланкастер, король Англии
- Хью Бонневилль — Хамфри Ланкастерский, герцог Глостер, дядя короля, лорд-протектор Англии
- Антон Лессер — Томас Бофорт, герцог Эксетер
- Сэмюэл Уэст — Генри Бофорт, кардинал Уинчестерский
- Эдриан Данбар — Ричард Плантагенет, 3-й герцог Йоркский[1]
- Майкл Гэмбон — Эдмунд Мортимер, 5-й граф Марч
- Стэнли Таунсенд — Ричард Невилл, 16-й граф Уорик
- Джейсон Уоткинс — Уильям де Ла Поль, 4-й граф Саффолк
- Бен Майлз — Эдмунд Бофорт, граф Сомерсет
- Филип Гленистер — Джон Толбот, 1-й граф Шрусбери
- Софи Оконедо — Маргарита Анжуйская, жена Генриха VI
- Лаура Фрэнсис-Морган — Жанна д’Арк

## Релиз и оценки
Премьерный показ второй части «Пустой короны», включая «Генриха VI, часть 1», начался на BBC 7 мая 2016 года. Фильм был номинирован на премию BAFTA 2017 года в номинации «Лучший мини-сериал».